# (21541) Friskop
(21541) Friskop (1998 QP16) – planetoida z pasa głównego asteroid okrążająca Słońce w ciągu 5,1 lat w średniej odległości 2,96 j.a. Odkryta 17 sierpnia 1998 roku.